# Carpotroche
Carpotroche é um género botânico pertencente à família Achariaceae.

## Espécies
Formado por 25 espécies:
| - Carpotroche amazonica - Carpotroche angustifolia - Carpotroche apterocarpa - Carpotroche bahiensis - Carpotroche brasiliensis - Carpotroche crassiramea - Carpotroche criapidentata - Carpotroche crispidentata - Carpotroche denticulata | - Carpotroche froesiana - Carpotroche glaucescens - Carpotroche grandiflora - Carpotroche integrifolia - Carpotroche laxiflora - Carpotroche linguifolia - Carpotroche longifolia - Carpotroche mollis - Carpotroche pacifica | - Carpotroche paludosa - Carpotroche parvifolia - Carpotroche platyptera - Carpotroche ramosii - Carpotroche subintegra - Carpotroche surinamensis - Carpotroche zuliana |